# Orszak Trzech Króli

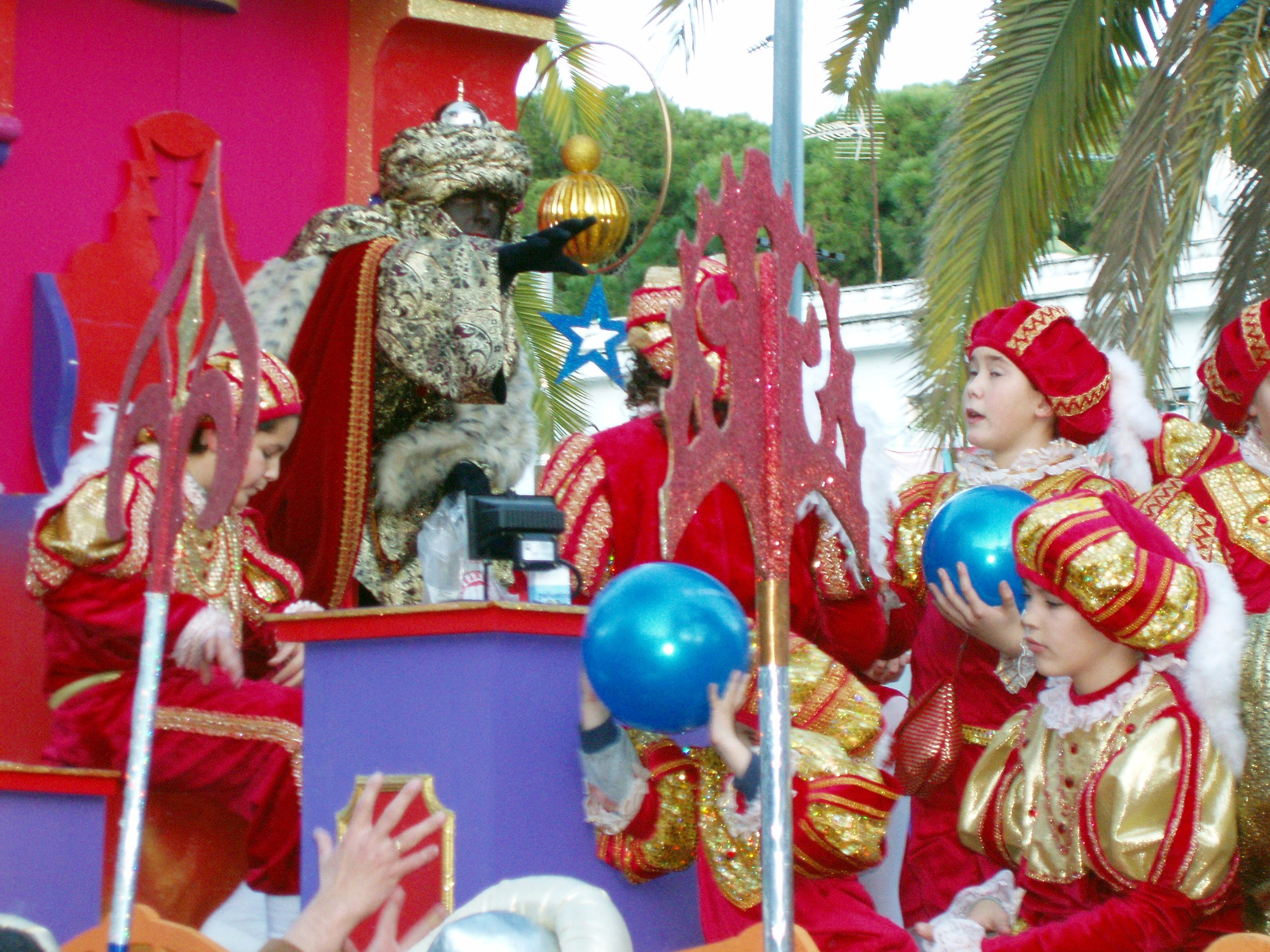
Orszak w El Puerto de Santa María

Orszak Trzech Króli – uliczne przedstawienie ukazujące przybycie Mędrców ze Wschodu do nowonarodzonego Jezusa, którzy oddali mu pokłon i złożyli dary. Inscenizacje te są organizowane na ulicach wielu miejscowości w Polsce i na świecie. Polski odpowiednik wywodzi się z tradycji jasełkowej i kolędniczej, ale podobny jest w swoim charakterze do parad organizowanych we Włoszech i Hiszpanii, w niektórych miastach Meksyku i w innych miastach świata, głównie tych hiszpańskojęzycznych Ameryki Południowej. W wielu państwach podczas orszaku Trzej Królowie jadą ulicami miasta, rzucając tam dzieciom cukierki. 
Polski Orszak Trzech Króli zaliczany jest do największych ulicznych jasełek na świecie. Polega na przejściu ulicami dzieci i królów, którzy zmierzają do stajenki, aby pokłonić się Jezusowi. Po drodze śpiewane są kolędy, wszyscy uczestnicy otrzymują śpiewniki kolędowe i kolorowe papierowe korony.

## Symbolika
Według chrześcijan Objawienie Pańskie ma swoją symbolikę: jest pokłonem zarówno części świata pogan, jak i ludzi z różnych warstw społecznych oraz narodowych w ogóle – stąd przedstawienie Mędrców (Magów), jako trzech osób, z których jedna jest ciemnoskóra. Wśród różnorodnej rodziny ludzkiej narodził się Chrystus ze swą zbawczą misją, a ona w swych przedstawicielach przybyła z różnych stron, aby złożyć mu hołd. Organizowane w miastach Orszaki Trzech Króli, najczęściej przechodzą przez ich główne ulice i osiedla. W ten sposób ludzie wierzący publicznie wyznają swoją wiarę, ukazując światu, że Jezus przyszedł na świat, aby wszystkim ukazać swoją wielką miłość, niezależnie czy ktoś w niego uwierzy, czy nie.

## Na świecie
Pierwszy udokumentowany orszak odbył się w Barcelonie w 1855 roku, a w mieście Alcoy w Walencji odbywa się nieprzerwanie od 1866. 
W kulturze hiszpańskiej orszaki organizuje się 5 stycznia, w przeddzień święta Objawienia Pańskiego. Tradycyjnie w tych krajach to Trzej Królowie przynoszą dzieciom prezenty wieczorem 5 stycznia. Madrycki orszak jest transmitowany co roku przez telewizję TVE. W roku 2013 madrycki orszak po raz pierwszy kończył się przy żłóbku.

## W Polsce

### Historia

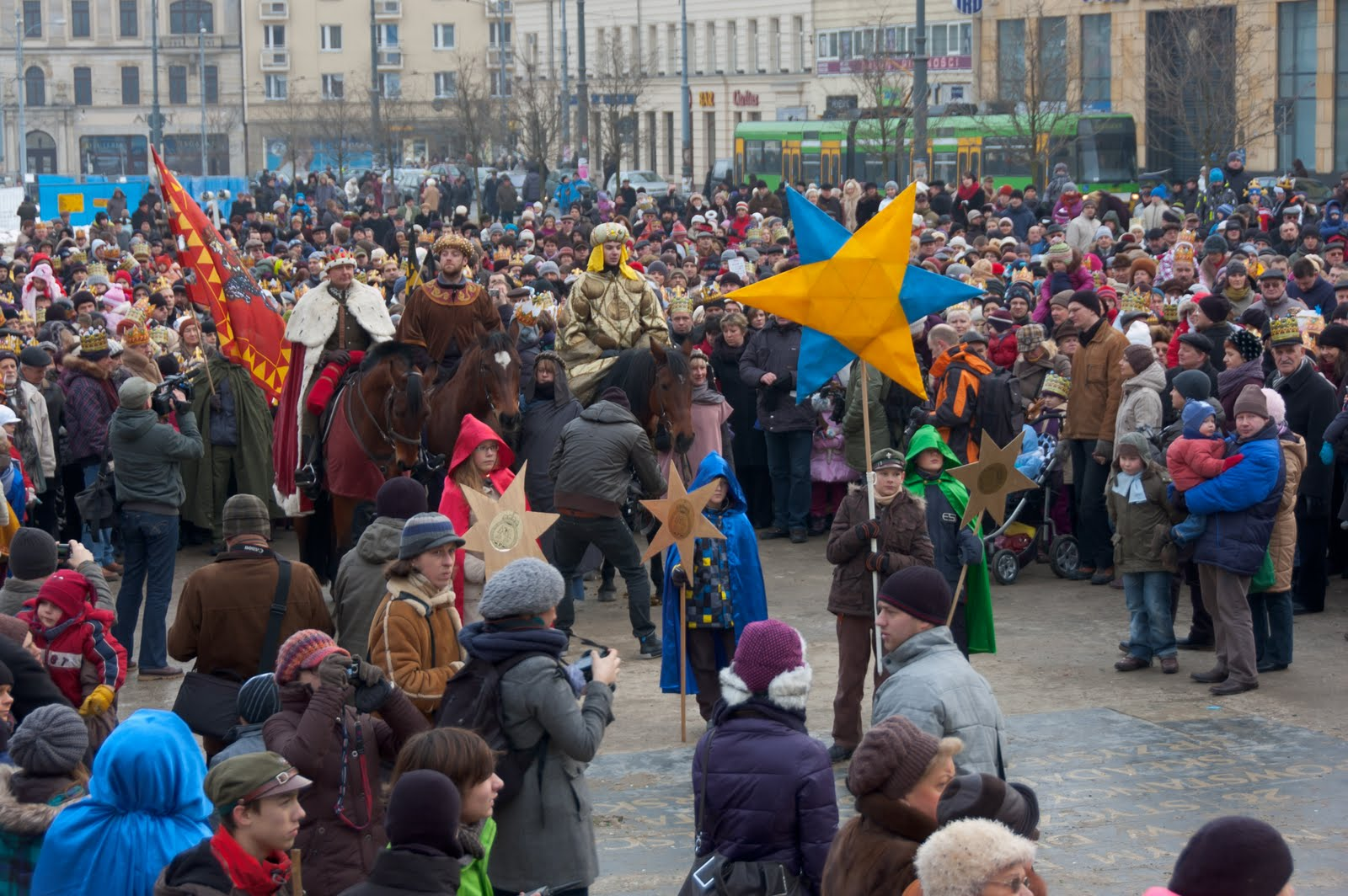
Orszak Trzech Króli w Poznaniu, pl. Wolności, 6 stycznia 2011

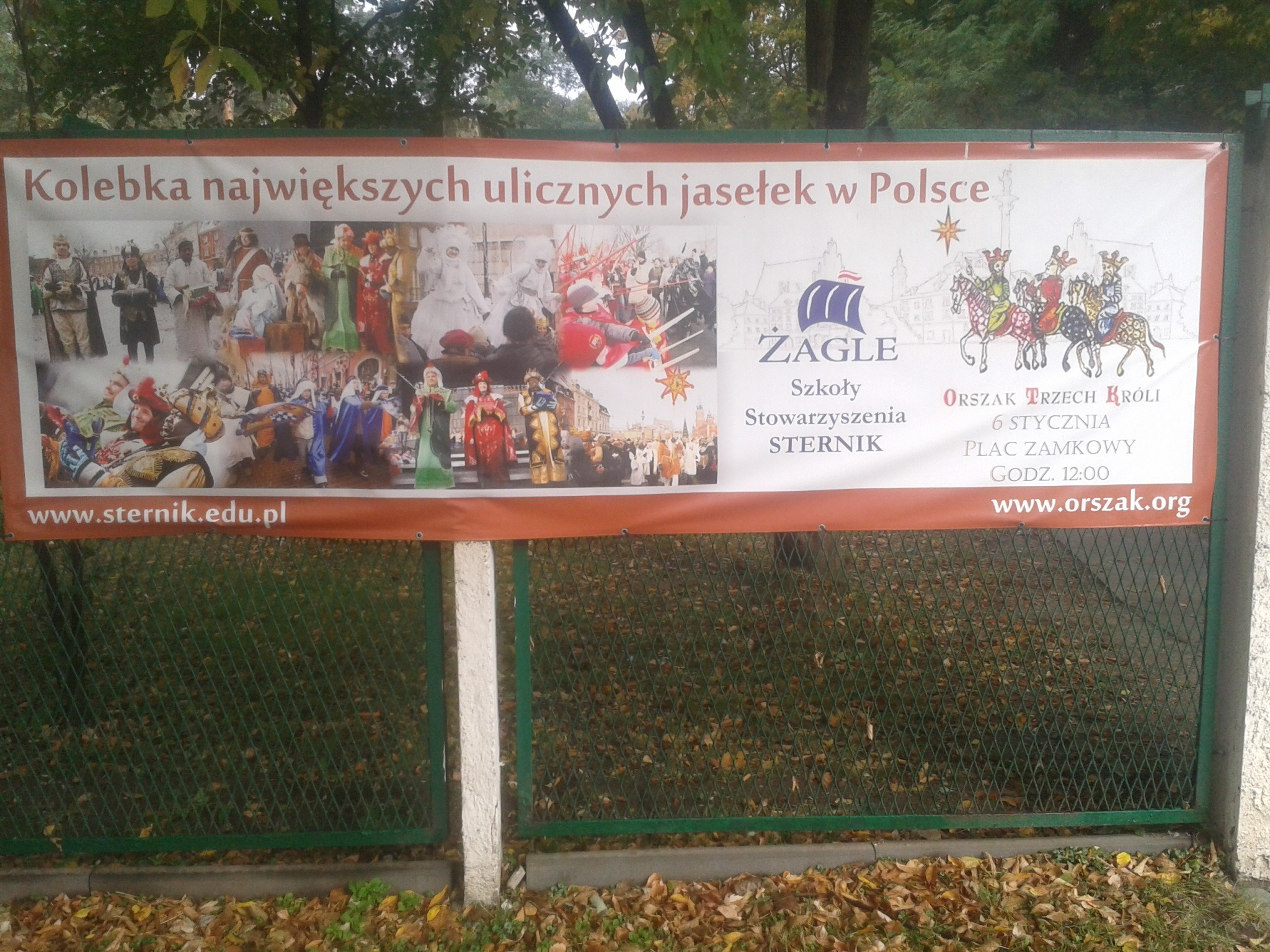
Banner Orszaku Trzech Króli w Warszawie

Orszak Trzech Króli odbył się po raz pierwszy w Warszawie w 2009 roku. Nieprzerwanie od 2010 roku warszawski orszak jest transmitowany na żywo w telewizji przez kanały TVP1 i TVP Polonia. Od 2014 roku dziennikarze programu Między Ziemią a Niebem oprócz komentowania i pokazywania korowodu ze stolicy, przedstawiają również relacje i wywiady z innych orszaków odbywających się w mniejszych i większych miejscowościach w Polsce. Pełne transmisje z Orszaków Trzech Króli (od 2014 roku) nadawanych przez Telewizję Polską są dostępne do obejrzenia w serwisie vod.tvp.pl.
Pierwszy polski Orszak Trzech Króli powstał jako kontynuacja jasełek w Szkole Żagle Stowarzyszenia Sternik. Od 2004 roku organizowano w niej jasełka, w których brali udział wszyscy uczniowie. Zwiększająca się liczba uczniów sprawiła, że w roku 2008 jeden z nauczycieli, Piotr Giertych, wraz z dyrektorem Teatru Buffo Jerzym Stokłosą oraz Piotrem Podgórskim (dyrektorem Sternika) wpadli na pomysł, aby z jasełkami wyjść na ulicę, odnawiając w ten sposób starą tradycję. Kolejnym etapem organizacji było zaproszenie grupy rodziców ze szkoły do wspólnej burzy mózgów. W czasie dyskusji padł pomysł Dariusza Karłowicza, jednego z zaproszonych ojców, aby scenariusz ulicznych jasełek oprzeć na historii Trzech Króli. Autorem nazwy Orszak Trzech Króli oraz pierwszego scenariusza był Piotr Giertych, wraz z pomocą wielu rodziców i innych osób zaangażowanych. Osobą odpowiedzialną za stronę organizacyjną orszaku w Warszawie był Maciej Marchewicz, który przez wiele lat pełnił funkcję Prezesa Fundacji Orszak Trzech Króli. W pierwszych orszakach uczestniczyli jedynie uczniowie szkoły Żagle, do kolejnych przyłączyły się inne szkoły. Na czele orszaku warszawskiego jako główny pasterz co roku idzie kard. Kazimierz Nycz. W innych miastach hierarchowie również towarzyszą gwieździe w drodze do Betlejem. Patronami wydarzenia są w wielu miastach prezydenci i burmistrzowie, oraz marszałkowie województw i starostowie. W inicjatywę publicznego świętowania Bożego Narodzenia i Orszaku Trzech Króli włącza się wiele organizacji społecznych, harcerskich i innych. Logo i symbole orszaku zaprojektował Jarosław Kłaput znany m.in. z przygotowania projektu muzeum Powstania Warszawskiego i muzeum Jana Pawła II w Wadowicach. Stroje w postaci kolorowych peleryn zaprojektowali inni rodzice dzieci uczących się w Żaglach. Pierwszym reżyserem przedsięwzięcia był Jerzy Stokłosa.

### Orszaki w różnych miastach
W 2009 i 2010 orszaki odbyły się w Warszawie i Toruniu w niedzielę, najbliższą dniu 6 stycznia.

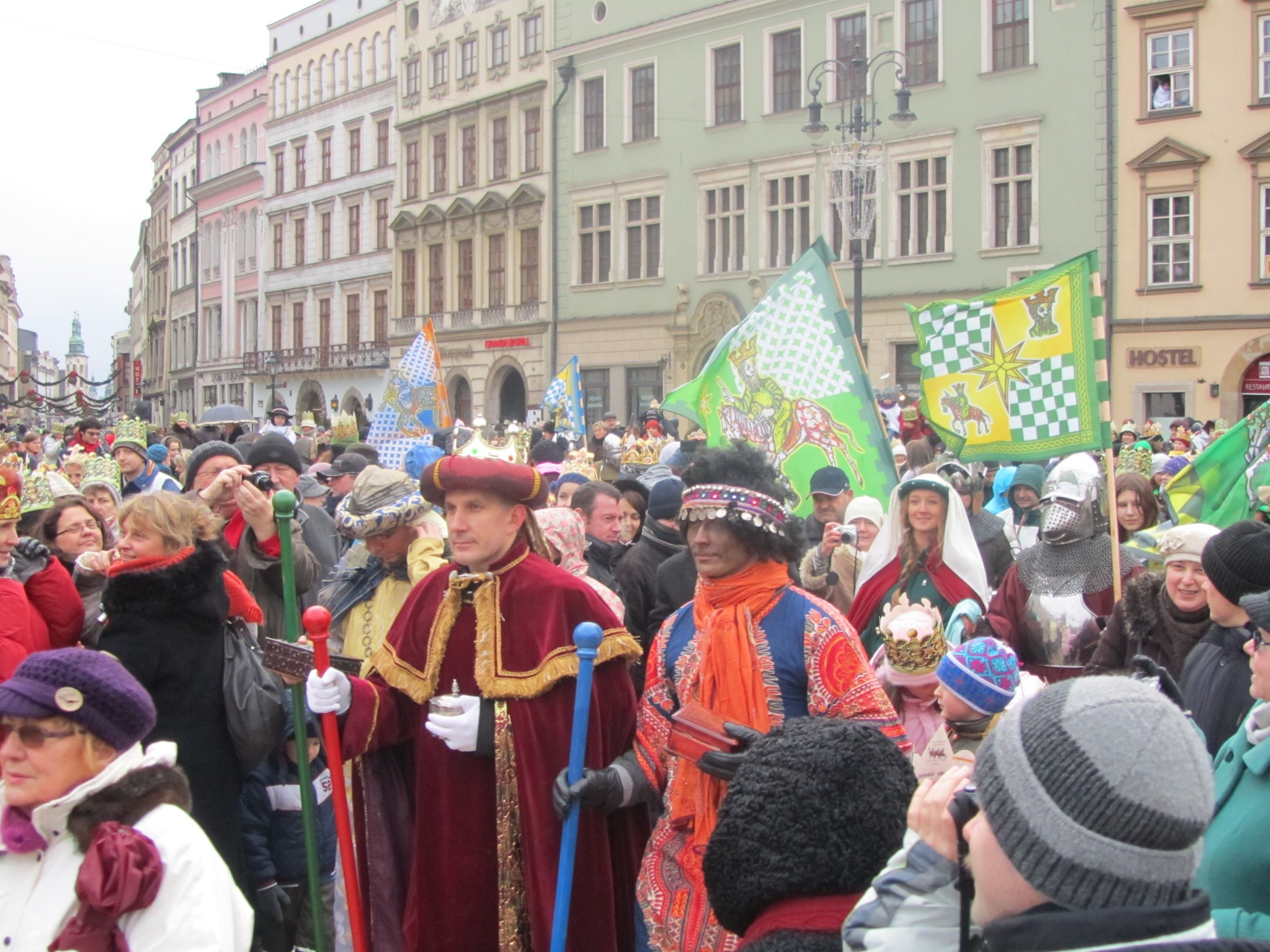
Orszak Trzech Króli w Krakowie, Rynek Główny, 6 stycznia 2012

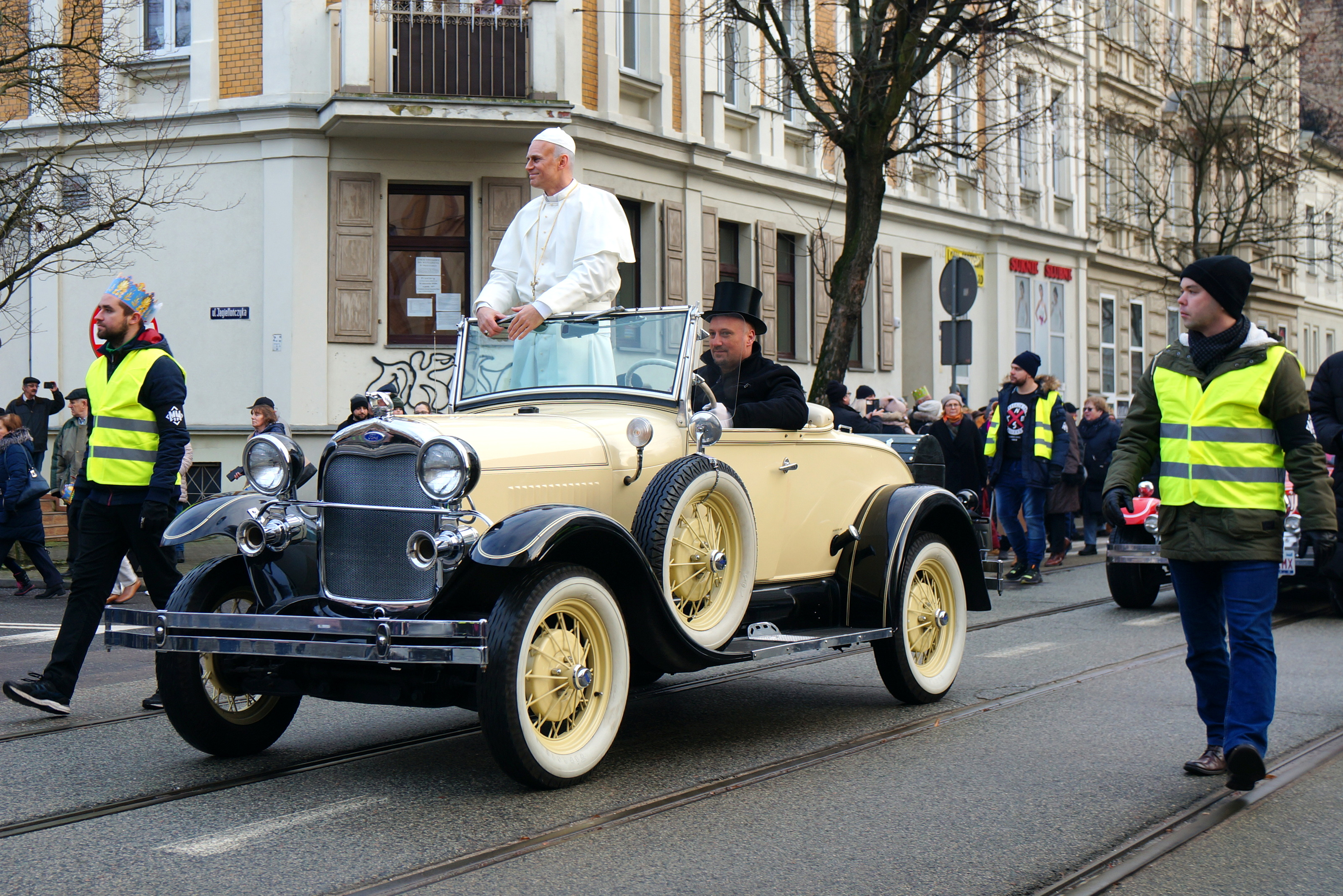
Orszak Trzech Króli w Gorzowie Wlkp. (2020)

W 2011 z powodu uczynienia 6 stycznia dniem wolnym od pracy zainteresowanie orszakami znacznie wzrosło. Orszaki odbyły się w 6 miastach. W kolejnym roku w 24 miejscowościach, w 2013 w 92 miejscowościach w Polsce, i w 2014 w 177. Na ulicach w orszakach wzięło udział ponad 700 tys. osób.
Polska wersja została podchwycona przez miasta w innych krajach, które również robią orszaki według wspólnego scenariusza. W 2013 roku orszaki odbyły się na Ukrainie i w Republice Środkowoafrykańskiej, a w 2014 roku we Włoszech, w Watykanie, w Niemczech, Anglii i Stanach Zjednoczonych. W ostatnich latach do wspólnej organizacji Orszaku dołącza się około 100 nowych miejscowości rocznie.
W 2010, 2011 i 2012 uczestników orszaków w Polsce pozdrowił Benedykt XVI. Również papież Franciszek co roku pozdrawia uczestników polskich Orszaków z okna papieskiego.
Wpis do śpiewników w 2012, 2013 i 2014 napisał prezydent Bronisław Komorowski. Od roku 2016 tradycję wpisów do śpiewnika kontynuuje prezydent RP Andrzej Duda, który wziął w nim również udział. W 2018, swoim uczestnictwem w Skoczowie, prezydent RP zapoczątkował uczestnictwo w orszakach organizowanych w różnych miastach w Polsce. W zorganizowanych w 2018 roku 644 orszakach w wzięło udział 1,2 mln osób. Orszaki odbyły się też w 14 miejscowościach za granicą. Kolejne rekordy padły w 2020: W zorganizowanych 900 orszakach w Polsce wzięło w nim udział około 1,3 miliona osób. Orszaki odbyły się też w 14 miejscowościach za granicą.